# Ольястро
Ольястро (фр. Ogliastro, корс. Ogliastru) — коммуна во Франции, находится в регионе Корсика. Департамент коммуны — Верхняя Корсика. Входит в состав кантона Кап-Корс. Округ коммуны — Бастия.
Код INSEE коммуны — 2B183.

## Население
Население коммуны на 2008 год составляло 105 человек.
| 1962 | 1968 | 1975 | 1982 | 1990 | 1999 | 2008 |
| ---- | ---- | ---- | ---- | ---- | ---- | ---- |
| 206  | 218  | 146  | 100  | 78   | 96   | 105  |

## Экономика
В 2007 году среди 69 человек в трудоспособном возрасте (15—64 лет) 49 были экономически активными, 20 — неактивными (показатель активности — 71,0 %, в 1999 году было 50,0 %). Из 49 активных работали 42 человека (21 мужчина и 21 женщина), безработных было 7 (5 мужчин и 2 женщины). Среди 20 неактивных 1 человек был учеником или студентом, 6 — пенсионерами, 13 были неактивными по другим причинам.

## Фотогалерея

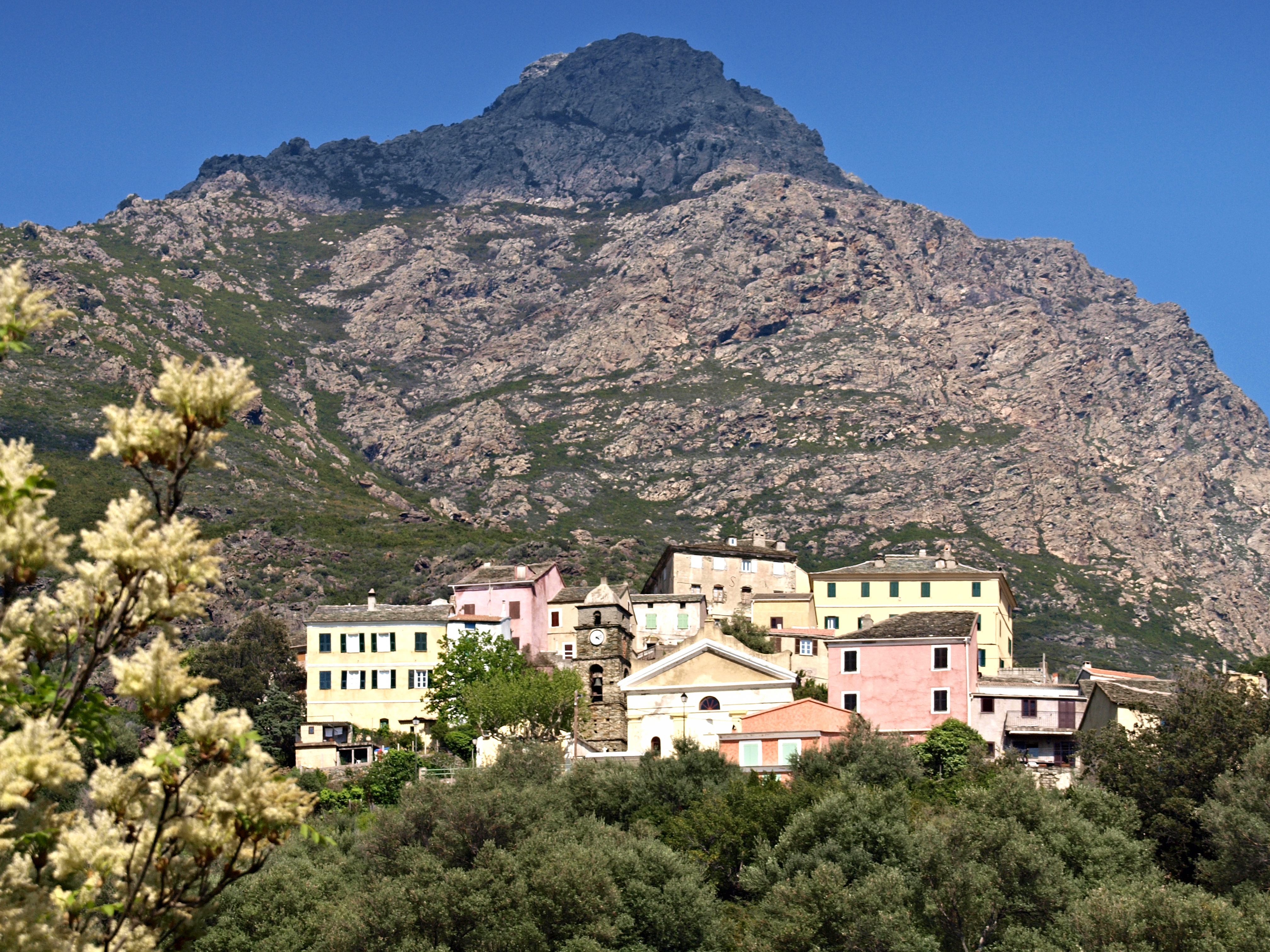
Ольястро
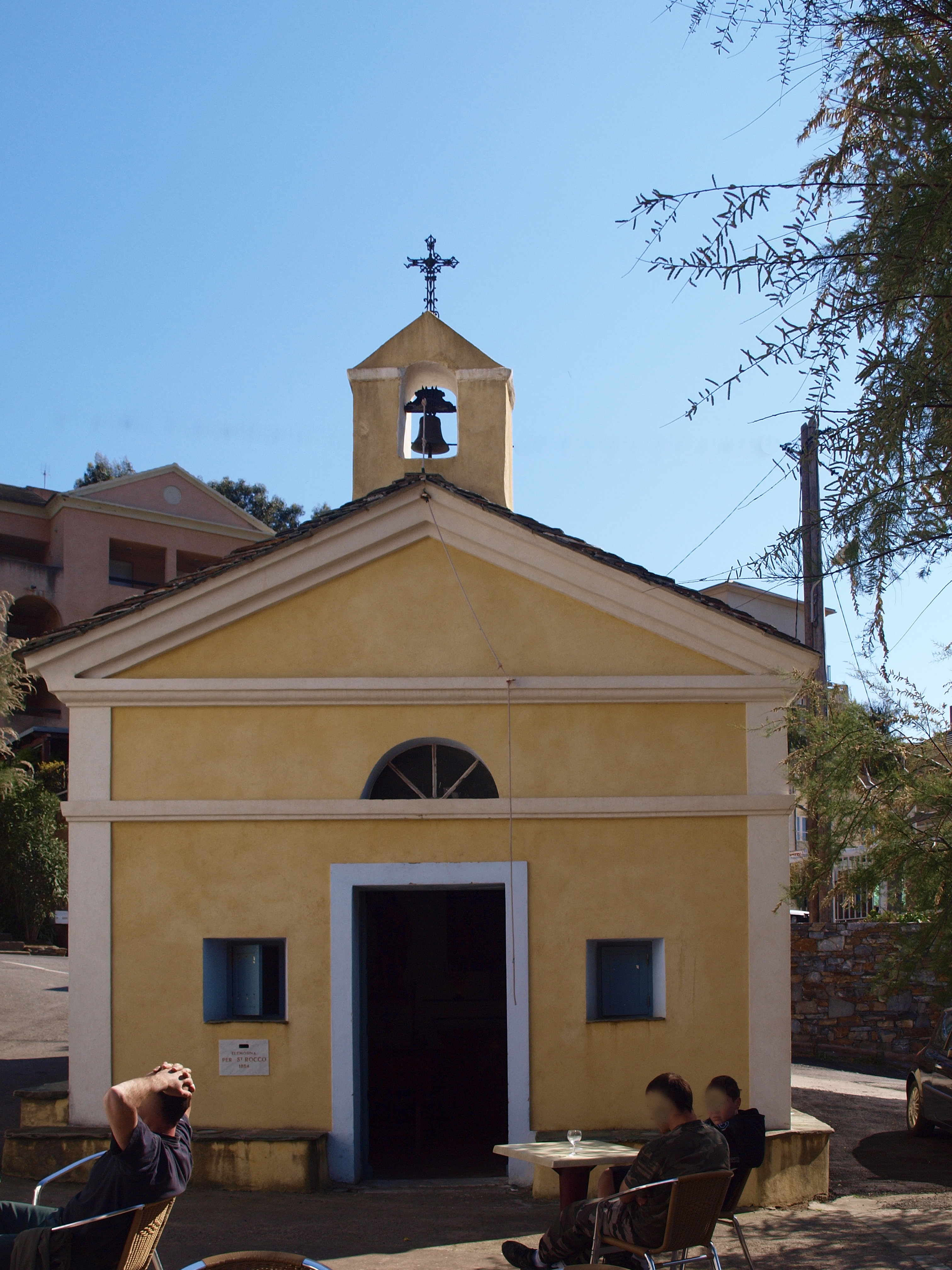
Часовня San Roccu à Albo
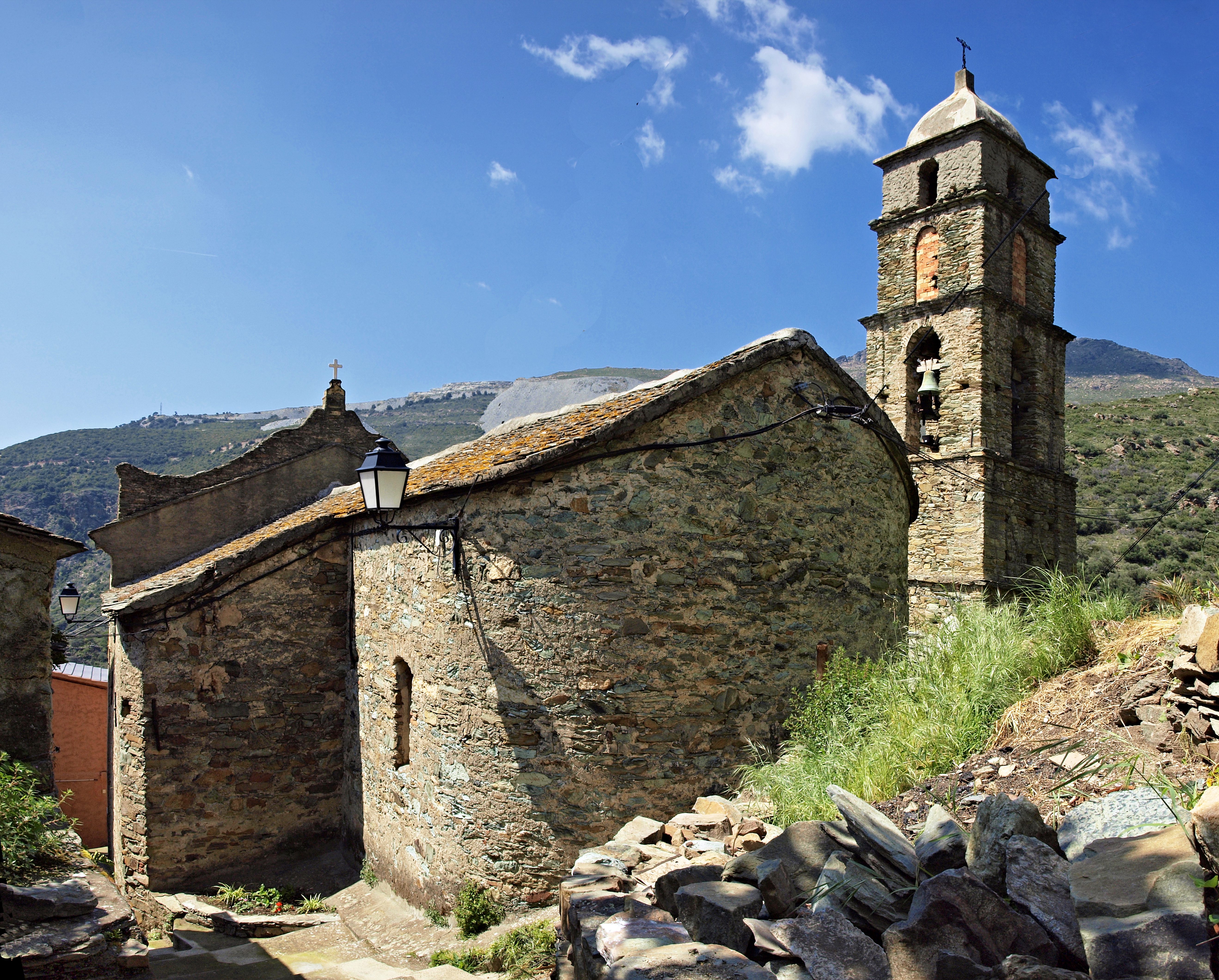
Апсида церкви Annunziata. На заднем плане старый асбестовый карьер Canari
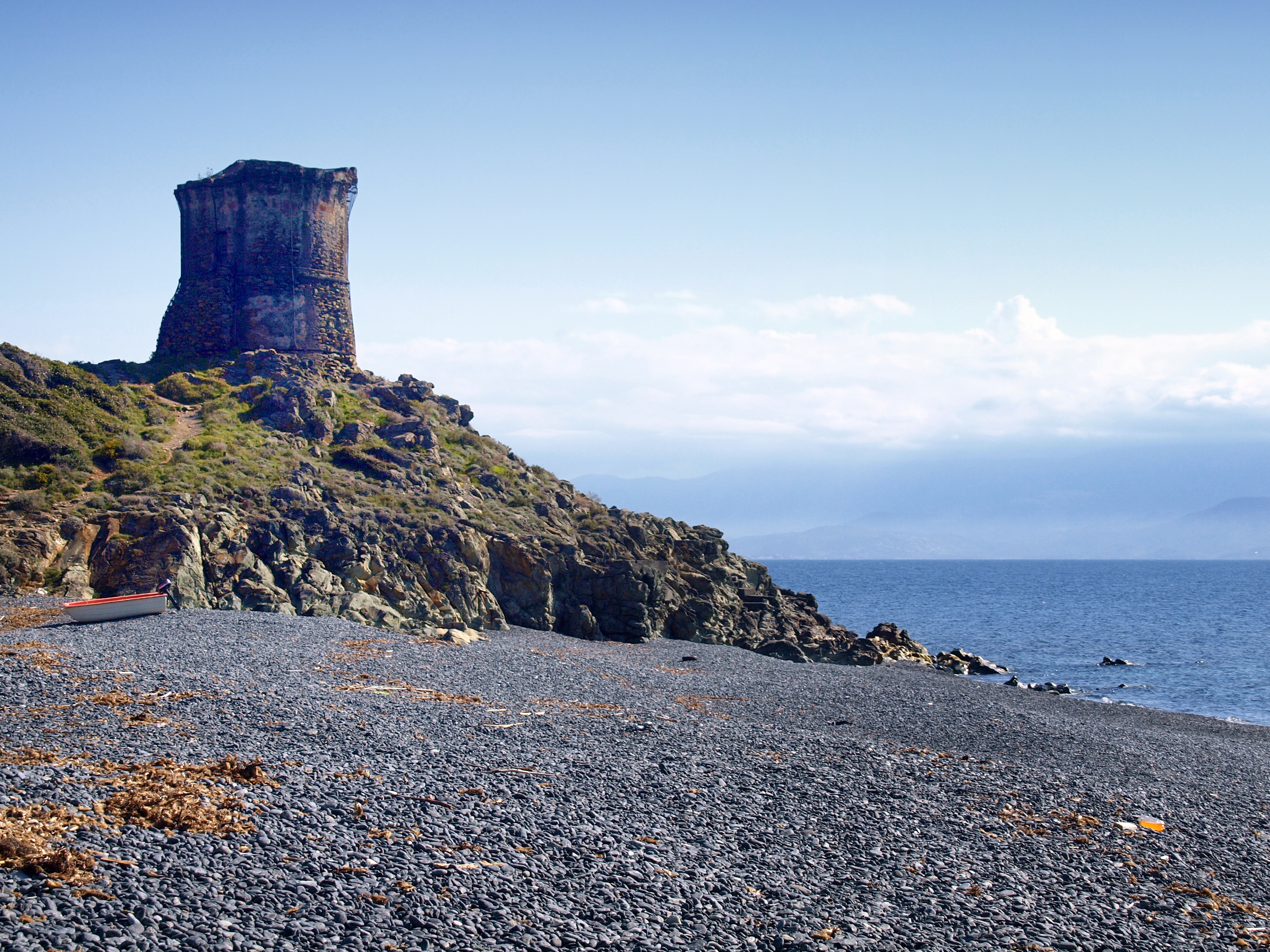
Генуэзская башня Альбо